# میلان (اوهایو)
میلان (به انگلیسی: Milan) یک روستا در ایالات متحده آمریکا است که در اوهایو واقع شده‌است.

## خصوصیات
میلان ۳٫۱۳ کیلومترمربع مساحت و ۱٬۳۶۷ نفر جمعیت دارد و ۲۰۱ متر بالاتر از سطح دریا واقع شده‌است.
عمده شهرت این روستا را می‌توان به دلیل تولد توماس ادیسون در این مکان دانست.